# KEIRIN.JPストリーム
KEIRIN.JPストリーム（けいりん どっと じぇいぴー すとりーむ）とは、2010年10月30日より本稼動された、競輪インターネットライブ及びオンデマンド中継サイト。2017年4月4日の開催の配信を最後に、KEIRIN.JPのリニューアルに伴い廃止された。

## 概要
2008年10月に防府競輪場のWebサイト上における、レースライブ&オンデマンド中継が配信されることになり、全47の競輪場（当時）で、全てのレースがインターネットを介して、動画閲覧が可能になった。
競輪では、2006年6月14日、従前の「KEIRIN DataPlaza」、｢競輪らんど｣ 、｢インターネット投票｣の3つに分かれていたインターネット情報サイトを1つに集約させたKEIRIN.JPを新たに立ち上げ、情報の集約を図ってきたが、動画についても上述の通り、全場で動画機能つきのレース配信が行われるようになったことで、集約が可能となったことから、2010年5月より、一部のレースについて試験的に配信が行われた後、同年10月30日より本稼動となった。
動画配信については、パソコン用、携帯電話用の2種類が存在。
パソコン用についてはライブ&オンデマンド配信がなされる他、最大3場まで同時閲覧が可能。配信速度は1Mbps（高画質）、256kbps（低画質）の2種類がある。またオンデマンドについては、GIII（記念競輪）以上のグレードレースについては開催日以降10年後、それ以外の開催については同200日後まで閲覧が可能。
携帯電話用については、NTTドコモの機種のみライブ&オンデマンド閲覧が可能であり、au、ソフトバンクについてはオンデマンド閲覧しかできない。加えて携帯電話配信については、閲覧対応機種が限定されている。
また、2011年3月末をもって廃止された大津びわこ競輪場は、サービス対象外となっており、オンデマンド配信もなかった。